# Блінов Роман Андрійович
Роман Андрійович Блінов (рос. Роман Андреевич Блинов; 3 березня 1986, Алейськ, РРФСР — 5 червня 2023, Нескучне, Україна) — російський офіцер, старший лейтенант ЗС РФ (2008). Герой Російської Федерації.

## Біографія
В 2003 році закінчив Уссурійське суворовське військове училище, в 2008 році — Новосибірське вище військове командне училище за спеціальністю «морально-психологічне забезпечення військ». В червні-грудні 2008 року — заступник командира гаубичної самохідно-артилерійської батареї з виховної роботи гаубичного самохідно-артилерійського дивізіону 50-го самохідно-артилерійського полку 42-ї мотострілецької дивізії. В 2008—2009 роках брав участь у Другій чеченській війні, в серпні 2008 року — в Російсько-грузинській війні. В 2009—2010 роках проходив службу в Дагестані. В лютому 2010 року звільнений в запас.
В 2014 році повернувся в армію, заступник командира мотострілецької роти з військово-політичної роботи 60-ї окремої мотострілецької бригади. З грудня 2022 року брав участь у вторгненні в Україну. Загинув у бою.

## Нагороди
- Медаль «За військові заслуги»
- Медаль «За відзнаку у військовій службі» 3-го ступеня (10 років)
- Звання «Герой Російської Федерації» (18 серпня 2023, посмертно) — «за мужність і героїзм, проявлені під час виконання військового обов'язку»[1][3].

## Вшаування пам'яті
14 листопада 2023 року на Алеї героїв Уссурійського суворовського військового училища був встановлений бюст Блінова.